# Bungert
Bungert is een warenhuis aan de Friedrichstrasse in het stadje Wittlich in de Duitse deelstaat Rijnland-Palts. Het warenhuis is actief sinds 1950.

## Geschiedenis
Op 2 mei 1950 openden Magdalena en Karl Bungert in hun omgebouwde woonkamer aan de Zum Gänswieschen in Wittlich een kleine levensmiddelenwinkel met een oppervlakte van 22 m². Het assortiment bestaat uit basisproducten die met de hand gewogen en verpakt worden. De winkel groeide en in 1956 werd de eerste zelfbedieningswinkel in de regio geopend. Eind van dat decennium had Bungert 10 filialen. In de jaren 1960 werd een groothandel geopend onder de naam C+C Markt. en werd de verkoopoppervlakte vergroot tot 5.000 m² en op de eerste verdieping opende een zelfbedieningsrestaurant. 
In 1978 werd een tweede verdieping aan het warenhuis toegevoegd, waarmee de totale oppervlakte op 10.000 m² uitkwam. In 1980 opende Bungert direct tegenover het hoofdgebouw een tankstation. Eind jaren 1980 werd het assortiment uitgebreid met dames- en herenmode, schoenen, lederwaren, huishoudartikelen, speelgoed en sportartikelen.
In 2010 werd Bungert gemoderniseerd voor een bedrag van meer dan € 10 miljoen, waarmee de daglichttoetreding toenam door de grote raampartijen in de gevels. In 2013 werd de levensmiddelenafdeling en de speelgoedafdeling aangepakt. In 2018-2019 werden de modeafdeling en de slagerij voor een miljoenenbedrag gemoderniseerd. In mei 2020 vierde het warenhuis zijn 70ste verjaardag. Anno 2025 heeft het warenhuis een oppervlakte van 12.000 m² verdeeld over twee verdiepingen.